# Juan V de Bretaña
Juan V el Conquistador (en Bretón Yann IV, en Francés Jean IV) (1339-1 de noviembre de 1399), fue duque de Bretaña y conde de Montfort, desde 1345 hasta su muerte.

## Biografía
Fue hijo de Juan de Montfort y Juana de Flandes. Su padre reclamaba el título de duque de Bretaña con el nombre de Juan IV, pero jamás llegó a ocupar este título, de ahí que la historiografía francesa y bretona no consideren un numeral a su padre, y él sea considerado el cuarto duque de Bretaña en llevar el nombre de Juan, aunque la historiografía inglesa le reconoce como Juan V.
Este problema de la reclamación de su padre al ducado es la base de la guerra de sucesión bretona, primera gran campaña de la guerra de los Cien Años. Su padre era hijo de Arturo II de Bretaña, medio hermano de Juan III de Bretaña, quien no le aceptó como heredero y prefirió a su sobrina, Juana de Penthièvre, y el esposo de esta, Carlos de Blois. El bando de Blois era apoyado por el rey de Francia, Felipe VI, mientras que Montfort era apoyado por el rey de Inglaterra, Eduardo III a través de su mejor comandante, Sir John Chandos. En toda esta batalla Juan de Montfort muere sin lograr el título, manteniéndose las esperanzas de su bando en Juan V, de apenas cinco años. Así la resistencia fue dirigida por su madre en nombre del legítimo duque de Bretaña.
Cuando tenía veinticinco años logró la victoria en la batalla de Auray en la que derrotó al condestable de Francia, Bertrand du Guesclin, muriendo en batalla Carlos de Blois, sin herederos de su matrimonio con Juana de Penthièvre la guerra no tenía ningún sentido, Juan era el único descendiente de Arturo II y se convirtió en duque de Bretaña Juan V para los ingleses y Juan IV para los franceses.
Habiendo logrado conquistar su ducado con ayuda de los ingleses, y habiendo estado casado con María Plantagenet, hija de Eduardo III, Juan de Bretaña fue obligado a poner a señores ingleses en posiciones poderosas en su ducado. Especialmente peligrosa para Francia fue la presencia inglesa en la ciudad-puerto de Brest, que daba la entrada a la península jugando un importante rol estratégico. A pesar de todo esto el duque reconoce como rey de Francia a Carlos V y le rinde vasallaje. A pesar de esto el rey francés no confió en el duque que tuvo que volver a exiliarse en Inglaterra. Bertrand du Guesclin, quien perdiera el ducado para los Blois, sería enviado a anexarlo al reino de Francia, pero el duque logró la reconciliación con el sucesor del rey francés, Carlos VI.

## Matrimonios y descendencia
Juan V se casó en tres oportunidades:
- En 1361 con María Plantagenet (1344–1362), hija de Eduardo III de Inglaterra y Felipa de Henao[1]
- En 1366 con Juana Holland (1350–1384), hija de Tomás Holland[1]
- En 1386 con Juana de Navarra (1370–1437), hija de Carlos II de Navarra.[1]

Juana fue la única que le daría hijos:
- Juana de Bretaña (1387–1388)
- NN de Bretaña (mortinato, 1388)
- Juan de Bretaña (1389–1442), futuro Juan VI de Bretaña
- María de Bretaña (1391–1446), Señora de La Guerche, duquesa de Alençon con Juan I de Valois
- Margarita de Bretaña (1392–1428), Señora de Guillac, Vizcondesa de Rohan con Alano IX
- Arturo de Bretaña (1393–1458), futuro Arturo III de Bretaña
- Gilles de Bretaña (1394–1412), Señor de Chantocé e Ingrande
- Ricardo de Bretaña (1395–1438), conde de Benon, Étampes, y Mantes, casado con Margarita de Orleáns, hija de Luis de Valois
- Blanca de Bretaña (1397–desp. 1419), condesa de Armagnac con Juan IV

| Predecesor: Juan IV | Duque de Bretaña 1345-1399 | Sucesor: Juan VI |

- Datos: Q449008
- Multimedia: John IV of Bretagne / Q449008